# 阿魯巴弗羅林
阿魯巴弗羅林或阿魯巴盾是阿魯巴的流通貨幣。輔幣單位為分，1弗羅林=100分。于1986年開始發行。貨幣編號AWG。
阿鲁巴为荷兰王国一部分，但并非欧盟一部分。因此其使用阿鲁巴弗罗林，而非欧元。

## 流通中的貨幣

### 硬幣
- 5 分
  - 正面：阿魯巴國徽、國家名稱、年份
  - 背面：面值
- 10 分
  - 正面：阿魯巴國徽、國家名稱、年份
  - 背面：面值
- 25 分
  - 正面：阿魯巴國徽、國家名稱、年份
  - 背面：面值
- 50 分
  - 正面：阿魯巴國徽、國家名稱、年份
  - 背面：面值
- 1 弗羅林
  - 正面：畢翠克絲、國家名稱
  - 背面：阿魯巴國徽、國家名稱、年份
- 2½ 弗羅林
  - 正面：畢翠克絲、國家名稱
  - 背面：阿魯巴國徽、國家名稱、年份
- 5 弗羅林
  - 正面：畢翠克絲、國家名稱
  - 背面：阿魯巴國徽、國家名稱、年份

2005年前發行的阿魯巴的流通硬幣。

因應畢翠克斯於2013年禪讓王位予長子，翌年起新發行硬幤的頭像改為新王威廉-亞歷山大。

### 紙幣

#### 1990年

阿魯巴流通中的 6 種紙幣。

- 5 弗羅林
  - 正面：白龜
  - 背面：傳統紋理
- 10 弗羅林
  - 正面：加勒比海海螺
  - 背面：傳統紋理
- 25 弗羅林
  - 正面：南美響尾蛇
  - 背面：傳統紋理
- 50 弗羅林
  - 正面：穴鴞，貓頭鷹的一種
  - 背面：傳統紋理
- 100 弗羅林
  - 正面：哥倫比亞青蛙
  - 背面：傳統紋理
- 500 弗羅林
  - 正面：黑緣石斑魚
  - 背面：傳統紋理

#### 1986 年

阿魯巴在1986年發行的紙幣。

- 5 弗羅林
  - 正面：阿鲁巴国徽
  - 背面：阿魯巴旗幟、高空景色
- 10 弗羅林
  - 正面：阿鲁巴国徽
  - 背面：阿魯巴旗幟、高空景色
- 25 弗羅林
  - 正面：阿鲁巴国徽
  - 背面：阿魯巴旗幟、高空景色
- 50 弗羅林
  - 正面：阿鲁巴国徽
  - 背面：阿魯巴旗幟、高空景色
- 100 弗羅林
  - 正面：阿鲁巴国徽
  - 背面：阿魯巴旗幟、高空景色

## 外部連結
- 阿魯巴弗羅林紙幣介紹 （页面存档备份，存于）
- 唐的世界硬币画廊：Aruba
- 罗恩·怀斯的世界纸币：Aruba 镜像网站
- 环球货币历史：Aruba
- 《环球金融资料》货币历史表格（ 微软试算表格式）
- 纸币的阿鲁巴 （页面存档备份，存于） （英文）（德文）